# Ivana Maksimovićová
Ivana Maksimovićová (srbsky Ивана Максимовић, Ivana Maksimović; * 2. května 1990 Bělehrad) je srbská sportovní střelkyně a olympionička, která závodí v disciplínách střelba na 50 metrů z libovolné malorážky 3×20 ran – polohový závod a střelba na 10 metrů ze vzduchové pistole.
Na londýnských Letních olympijských hrách 2012 získala stříbrnou medaili ve střelbě 50 metrů malorážkou na 3x20ran v polohovém závodu nástřelem 687,5 bodu. Dosáhla tak na jubilejní 100. srbskou medaili v celé historii olympijských her.
Jejím otcem je bývalý jugoslávský sportovní střelec a olympijský vítěz z LOH 1988 v Soulu Goran Maksimović.